# Младенец
Младе́нец, грудной ребёнок — ребёнок в возрасте от рождения до года. Различают период новорожденности (первые 4 недели после рождения) и грудной возраст (от 4 недель до 1 года). Развитие грудного ребёнка оказывает решающее влияние на его дальнейшее умственное и физическое развитие. Его организм неустойчив ко внешним воздействиям, восприимчив к заболеваниям, поэтому ему необходим наиболее тщательный уход.
Грудной возраст характеризуется особенно интенсивным ростом и развитием. В возрасте от одного до трёх месяцев рост ребёнка увеличивается ежемесячно на 3 см; в 4—6 месяцев — на 2,5 см, в 7—9 месяцев — на 1,5—2 см, в 10—12 месяцев — на 1 см. За первый год жизни рост ребёнка увеличивается в среднем в 1,5 раза, достигая 75 см, масса тела увеличивается в среднем в 3 раза, достигая 10 кг.

## Уход за грудным ребёнком

### Кормление

#### Грудное вскармливание
Согласно рекомендациям Всемирной организации здравоохранения оптимальным является исключительно грудное вскармливание на протяжении первых 6 месяцев жизни младенца. Также грудное молоко может обеспечивать приблизительно половину потребностей младенца в возрасте 6—12 месяцев, и около трети потребностей — в возрасте 12—23 месяцев. ВОЗ рекомендует продолжать грудное вскармливание до достижения двухлетнего возраста или больше, но с введением прикорма, начиная с 6 месяцев.
В целях поддержания исключительно грудного вскармливания в течение первых шести месяцев жизни ВОЗ и ЮНИСЕФ рекомендуют:
- проводить первое грудное вскармливание в течение первого часа жизни;
- проводить исключительное грудное вскармливание, не давая ничего, кроме грудного молока, — никакой другой пищи или питья, в том числе воды;
- проводить грудное вскармливание по требованию, в том числе ночью;
- не использовать бутылочек, сосок и пустышек.

Есть данные о том, что вскармливание грудным молоком помогает защищать младенца от острых и хронических инфекций. В нём содержится набор веществ, влияющих на работу иммунной системы, обладающих антибактериальными свойствами, регулирующих работу кишечника и помогающих конкурировать с бактериями за усваивание питательных веществ.
Метаанализ 20 исследований также выявил благотворное влияние на умственное развитие малыша. Дети, находившиеся на грудном вскармливании опережали по умственным способностям детей, которых кормили детскими питательными смесями, даже после поправки на социально-экономический статус и уровень образования матери.
При грудном вскармливании важным является обеспечение хорошего питания матери, поскольку во время лактации возрастают потребности в энергии.

#### Введение прикорма
| Возраст, месяцев | Продукты                                                           |
| ---------------- | ------------------------------------------------------------------ |
| 0—6              | Жидкости                                                           |
| 4—7              | Пища в виде пюре                                                   |
| 7—12             | Перетёртые или рублёные блюда; продукты, которые можно есть руками |
| 12—24            | Пища с семейного стола                                             |

В возрасте 6 месяцев в питание младенцев вводится прикорм. Для некоторых детей допускается введение прикорма и раньше, но не ранее возраста 4 месяцев. До 4 месяцев у грудных детей отсутствует нервно-мышечная координация, позволяющая сформировать пищевой комок и проглотить его. Введение прикорма также участвует в развитии нервно-мышечной координации.
Рекомендации по введению коровьего молока в рацион питания младенцев в разных странах разные, в одних не рекомендуется давать коровье молоко до 9—10 месяцев, в других — до 12. Грудное молоко или детские смеси допустимо использовать в рационе вплоть до 12 месяцев, а аргументация к вводу коровьего молока сводится к дороговизне смесей по сравнению с коровьим молоком. В малых количествах коровье молоко может использоваться в прикорме или для приготовления пищи уже с 6 месяцев.
К возрасту 1 года дети могут есть обычную пищу с семейного стола, не требующую специальной подготовки, однако в такую пищу не рекомендуется добавлять соль. Например, приготовленная порция домашней еды может быть отложена для грудного ребёнка перед добавлением соли. Дети едят медленно, поэтому взрослым может потребоваться быть терпеливыми.

### Успокоение плачущего малыша
Плач у маленьких детей является первым вербальным способом общения, которым ребёнок может показать, что ему что-то нужно или что он испытывает дискомфорт, неприятные ощущения или боль. Будучи нормальной реакцией на различного рода стимулы, плач у младенца, который не способен сам себе помочь, является естественным механизмом, который позволяет гарантировать, что взрослые займутся младенцем как можно быстрее, поскольку большинству людей тяжело выносить плач ребёнка. Наиболее сильные изменения плач претерпевает в первые 3—4 месяца, в этот период его длительность растёт, достигает пика и затем начинает снижаться. Хотя в последующем младенец плачет меньше, плач всё ещё продолжает оставаться важным компонентом коммуникации со взрослыми в течение первого года жизни.
У плача может быть много различных причин. Иногда плач может быть без видимых причин, но обычно они всё же есть. Плач может быть в том числе из-за голода, болевых ощущений из-за попавших вместе с едой в желудок газов, из-за спазмов в кишечнике после кормления, из-за коликов, дискомфорта (например, из-за мокрых подгузников), из-за того, что слишком прохладно или слишком тепло, из-за шума, слишком яркого света, слишком бурной активности взрослых, накопившейся усталости или перевозбуждения. Новорождённые могут также плакать, если их слишком сильно или, наоборот, слишком слабо запеленали. Многие родители утверждают, что могут отличать плач из-за голода от плача из-за боли.
В общем случае, удовлетворение потребностей малыша и создание для него комфортной обстановки помогает ему успокоиться. Помочь малышу успокоиться могут также разговоры с малышом, лёгкая и приятная музыка, изменение положения малыша, либо если взять малыша на руки и держать его у своей груди. Сильный плач, при котором ребёнка не получается успокоить, может быть из-за коликов. Постоянный плач может быть и в том случае, если ребёнок заболел, такой плач может отличаться от обычного. Во время заболевания плач может сопровождаться и другими симптомами, например, повышенной температурой тела. Если малыш плачет в течение длительного времени и его не получается успокоить, может потребоваться обращение за консультацией к врачу. 

### Обеспечение сна
Новорождённые дети спят большую часть времени, но по мере роста грудного ребёнка суммарное время сна младенца уменьшается, а время ночного сна увеличивается. Как только младенец начинает регулярно спать по ночам, родителей могут беспокоить эпизоды пробуждения по ночам, которые обычно начинаются с 6 месяцев, однако это естественный этап развития, при котором младенец не понимает, что разлука с родными людьми временная, и не может из-за этого уснуть. Многие дети не могут засыпать сами по себе или после пробуждения среди ночи, поэтому формирование ритуала отхода ко сну в кроватке может помогать младенцу уснуть. Однако приучение к засыпанию на руках может оказаться плохой идеей, поскольку младенец потом не сможет засыпать сам по себе.
Американская ассоциация педиатрии рекомендует спать с младенцем в одной и той же комнате как минимум первые 6 месяцев, а по возможности и весь первый год жизни, что позволяет уменьшить риск внезапной смерти младенца на 50 %. Однако родители не должны спать с младенцем в одной постели, поскольку ребёнок в этом случае может травмироваться или умереть.
Согласно Всемирной организации здравоохранения дети в возрасте до 4 месяцев должны быть обеспечены качественным сном (включая дневной сон) продолжительностью от 14 до 17 часов, а в возрасте от 4 месяцев до 1 года — длительностью от 12 до 16 часов.

## Физиологическое развитие
За первый год жизни младенец вырастает в среднем на 25—27 см. Рост годовалого ребёнка достигает 75—77 см.
| Средняя прибавка роста и веса в первый год жизни | Средняя прибавка роста и веса в первый год жизни | Средняя прибавка роста и веса в первый год жизни | Средняя прибавка роста и веса в первый год жизни | Средняя прибавка роста и веса в первый год жизни | Средняя прибавка роста и веса в первый год жизни |
| Возраст, мес.                                    | Прибавка роста за месяц, см                      | Прибавка массы тела за месяц, г                  | Общая прибавка роста, см                         | Общая прибавка массы тела, кг                    |                                                  |
| ------------------------------------------------ | ------------------------------------------------ | ------------------------------------------------ | ------------------------------------------------ | ------------------------------------------------ | ------------------------------------------------ |
| 1                                                | 3                                                | 600                                              | 3                                                | 0,6                                              |                                                  |
| 2                                                | 3                                                | 800                                              | 6                                                | 1,40                                             |                                                  |
| 3                                                | 2,5                                              | 800                                              | 8,5                                              | 2,2                                              |                                                  |
| 4                                                | 2,5                                              | 750                                              | 11                                               | 2,95                                             |                                                  |
| 5                                                | 2                                                | 700                                              | 13                                               | 3,65                                             |                                                  |
| 6                                                | 2                                                | 650                                              | 15                                               | 4,3                                              |                                                  |
| 7                                                | 2                                                | 600                                              | 17                                               | 4,9                                              |                                                  |
| 8                                                | 2                                                | 550                                              | 19                                               | 5,45                                             |                                                  |
| 9                                                | 1,5                                              | 500                                              | 20,5                                             | 5,95                                             |                                                  |
| 10                                               | 1,5                                              | 450                                              | 22                                               | 6,4                                              |                                                  |
| 11                                               | 1,5                                              | 400                                              | 23,5                                             | 6,8                                              |                                                  |
| 12                                               | 1,5                                              | 350                                              | 25                                               | 7,15                                             |                                                  |

### Прорезывание молочных зубов
Сроки прорезывания зубов у детей являются индивидуальными. У большинства детей зубы начинают прорезываться после 6 месяцев, у некоторых — после 4 месяцев, а в редких случаях у детей первые зубы могут быть уже при рождении. Нижние передние резцы обычно появляются первыми в возрасте 5—7 месяцев, верхние — в возрасте 9—11 месяцев, а под конец первого года жизни, в возрасте 10—12 месяцев, прорезываются нижние боковые резцы. Полный же набор молочных зубов у большинства детей наблюдается ближе к двум с половиной годам.
Признаками прорезывания считаются возможное незначительное и недолгое повышение температуры не выше 38,3 °C, то есть без лихорадки), капризность, отказ от еды из-за болевых ощущений (потеря аппетита по отношению к твёрдой пище), повышенное слюноотделение, желание жевать твёрдое. Не являются признаками прорезывания зубов появляющееся в возрасте 3 месяцев повышенное слюноотделение и желание ребёнка тянуть руки в рот. Желание тянуть руки в рот возникает из-за приобретённого естественным образом возрастного навыка. При этом самым эффективным средством для снятия симптомов у малыша являются прорезыватели для зубов, после чего по эффективности идёт обнимание малыша. Специальные гели для дёсен при прорезывания не рекомендуется использовать у детей младше 2 лет. Известен случай смерти 10 детей в США из-за применения гомеопатического средства для снятия дискомфорта при прорезывании зубов.
Родители же и врачи часто связывают прорезывание зубов не только с повышением температуры, но и с другими симптомами. Однако оно не может вызывать насморк, кашель, проблемы со стулом или рвоту. Списывание врачами различных симптомов на прорезывание зубов может привести к неверному диагностированию возможного заболевания.

### Способность потреблять пищу
Секреция желудочных, кишечных и панкреатических пищеварительных ферментов у грудных детей развита не так, как у взрослых, но грудной ребёнок способен полностью и эффективно переваривать и всасывать питательные вещества, содержащиеся в грудном молоке. Помощь перевариванию оказывают ферменты, содержащиеся в грудном молоке и способствующие гидролизу жиров, белков и углеводов в кишечнике. Примерно к 4 месяцам желудочная кислота помогает пепсину полностью переваривать белок.
Важную роль во введении в рацион младенца твёрдой пищи также играет созревание нервно-мышечной координации. До 4 месяцев у грудных детей недостаточно развита нервно-мышечная координация, поэтому они не могут сформировать пищевой комок из твёрдой еды, перенаправить его в ротовую полость и проглотить. Примерно в 5 месяцев дети начинают подносить ко рту разные предметы, в это время у них развивается жевательный рефлекс, что позволяет им потреблять некоторые твёрдые продукты независимо от наличия зубов. С 4 до 7 месяцев растёт сила сосания, а рвотный рефлекс перемещается с середины языка к задней трети. К возрасту 8 месяцев большинство детей уже умеют сидеть, появляются первые зубы, а гибкость языка позволяет проглатывать более твёрдые комки пищи. Вскоре у детей появляется способность манипулирования предметами, необходимая для самостоятельного кормления, в частности, для того, чтобы держать кружку двумя руками и есть пищу с семейного стола. Важным является поощрение на соответствующих этапах развития у детей навыков жевания и поднесения предметов ко рту.

## Сенсомоторное развитие
В течение первого года жизни младенец знакомится с окружающим миром, у него развивается моторика, умственные и физические способности. Каждую секунду в его мозгу формируется от 700 до 1000 новых связей между нейронами, а на сам мозг приходится больше половины расходуемой организмом энергии. Развитие происходит по этапам. Каждый из этапов начинается в определённом возрасте, который может немного отличаться от одного ребёнка к другому. Развитие способностей зависит от генетических предрасположенностей, качества питания, окружения, в котором ребёнок растёт, а также от того, сколько времени уделяется ребёнку взрослыми.

### Речевое развитие
Первый год жизни характеризуется доречевым развитием ребёнка. В ходе подкреплённого мимикой и жестами речевого взаимодействия взрослых с младенцем, он учится распознавать речь, подражает произношению и со временем начинает произносить первые слова.
| Возраст, месяцев | Речевое развитие                                                                              |
| ---------------- | --------------------------------------------------------------------------------------------- |
| 0—3              | Идёт развитие эмоционально-выразительных реакций, голосовые реакции проявляются в виде крика. |
| 3—6              | Ребёнок начинает реагировать голосом, появляются гуление и лепет.                             |
| 6—10             | У ребёнка формируется понимание речи, идёт активный лепет.                                    |
| 10—12            | Ребёнок начинает говорить первые слова.                                                       |

Годовалый ребёнок может знать от 2—3 до 15—20 слов, а одно и то же слово может означать много разных действий и предметов, то есть происходит обобщение.

### Развитие по месяцам

#### Первые 4 недели
В свои первые 4 недели новорождённый проходит переходный этап от внутриутробной к внеутробной жизни. На этом этапе младенец не способен управлять своими руками и ногами, однако обладает набором врождённых физиологических рефлексов.
Из наиболее важных следует отметить следующие врождённые рефлексы:
- поисковый, хоботковый и сосательный рефлексы являются составными частями инстинкта поиска пищи и её поедания[32];
- защитный рефлекс помогает младенцу повернуть голову, чтобы не задохнуться, если он окажется перевёрнутым на живот лицом вниз.

Эти и многие другие врождённые рефлексы часто используются в педиатрии для диагностирования состояния здоровья младенца. Наиболее важными рефлексами при диагностировании являются: симметричный шейно-тонический, асимметричный шейно-тонический и лабиринтный тонический. Вызывание врождённых рефлексов также может служить для младенца зарядкой, развивающей его двигательный аппарат. В качестве таких рефлексов могут подойти: хватательный, ползания и опоры.
Помимо безусловных врождённых рефлексов у младенца начинают появляться условные рефлексы. Согласно экспериментальным данным, уже в возрасте 20 дней младенец способен запоминать события, что, в свою очередь, означает, что у него могут развиваться условные рефлексы на внешние воздействия.
Наряду с врождёнными рефлексами у новорождённых есть и врождённые предпочтения. Например, младенцы могут смотреть на одни изображения дольше, чем на другие. Роберт Фантц в ходе экспериментов показал, что младенцы предпочитают структурированные изображения неструктурированным, среди которых бо́льшее внимание уделялось лицам и концентрическим кругам.
Уже с рождения младенцы могут подражать мимике лица взрослых людей в зависимости от уровня развития своей моторики. Одним из экспериментов, в ходе которых проявлялся данный феномен, была работа Т. Фиелд и её коллег. Младенцам в возрасте полутора дней демонстрировались радостное, грустное и удивлённое выражение лица. Независимые наблюдатели по выражению лица ребёнка смогли в 70 % случаев угадать то выражение лица, которому подражал младенец. Исходя из результатов авторы эксперимента сделали вывод, что уже с рождения младенец способен распознавать по крайней мере 3 различных выражения лица.
С рождения и до 2 месяцев младенцы рефлекторно издают звуки, связанные с физиологическими процессами или стрессом. Использовать звуки для коммуникативных целей младенцы на данном этапе ещё не умеют.
В первые дни после рождения младенец уже способен различать голос матери, что нашло объяснение в ходе экспериментов А. ДеКаспера и М. Спенс. Беременные женщины на протяжении последних 6 недель беременности достаточно часто зачитывали вслух одну и ту же детскую историю. После рождения у младенцев усиливался сосательный рефлекс при зачитывании этой истории, по сравнению с другими историями.
Громкость звуков, на которые способен реагировать новорождённый, — 60 децибел.

#### Один месяц
В возрасте 1 месяца зрительное восприятие объектов сосредоточено на изучении границ объектов. Если младенцу показывать геометрические фигуры, то он будет изучать их края.
Младенец начинает осваивать базовые движения, не обусловленные врождёнными рефлексами: хватание и бросание. В этом возрасте, лёжа на животе, младенец способен кратковременно поднимать и держать голову.

#### Два месяца
Уже ко второму месяцу младенец способен различать красный, зелёный и синий цвета, а также яркость. Согласно экспериментам Роберта Фантца, младенцы могут различить две полоски белого цвета, отличающиеся друг от друга яркостью на 5 %. В возрасте от 1 до 3 месяцев фокусное расстояние, на котором младенец лучше всего видит, составляет 20—30 см.
Начиная с 2 месяцев младенец способен использовать звуки для коммуникации. Он может смеяться в ответ на разговоры с ним взрослого, либо в ответ на его улыбку. Также младенец уже знает базовые свойства родного языка и способен отличить его от иностранных, что было показано исследованиями, проведёнными А. Кристоф и Дж. Мортоном. В ходе эксперимента англоязычному младенцу проигрывались записи речи на разных языках, произнесённые разными людьми. Характер сосания менялся, если английский язык сменялся иностранным, но не менялся, если один иностранный сменялся на любой другой.
По части моторики у детей становится характерным хватательный рефлекс: если вложить палец в руку ребёнка или надавить им на ладонь, то кисть ребёнка автоматически охватит палец.

#### Три месяца
К 2—3 месяцам цветовое зрение младенцев такое же, как и у взрослых, а громкость звуков, на которые способен реагировать младенец в 3 месяца, — приблизительно 40 децибел. С 3 месяцев у ребёнка развивается восприятие человеческих лиц, что выражается в проявлении интереса к глазам и выражению лица взрослых.
Опираясь на согнутые руки, ребёнок уже способен приподнимать верхнюю часть туловища и уверенно держит голову.

#### Четыре месяца
К 4 месяцам у младенца развивается длительная улыбка и снижается частота плача. Младенец способен управлять руками под зрительным контролем, а также может трогать и хватать движущиеся с большой скоростью предметы. Ребёнок начинает проявлять интерес к игрушкам и способен тянуться к ним. Начинается развитие управления движением собственных пальцев.
Уровень интеллекта уже позволяет устанавливать причинно-следственные связи: младенец может находить взаимосвязи между зрительными, тактильными и слуховыми данными. Если младенец случайно затронет погремушку рукой, то он будет пытаться повторить те же действия, чтобы заставить погремушку снова издавать звуки. Также младенец уже может соотносить движения губ и издаваемые ими звуки, что было выяснено в ходе исследований П. Кул и А. Мелтзофа. Младенцам одновременно демонстрировались два видеофильма без звука, между которыми располагалась аудиоколонка. В фильмах были изображения лиц, произносивших звуки «а» и «и», соответственно. Из колонки попеременно звучал либо звук «а», либо звук «и». Младенцы дольше смотрели на тот видеофильм, которому соответствовал произносимый звук.

#### Пять месяцев
Примерно в 5 месяцев дети начинают подносить ко рту разные предметы.

#### Шесть месяцев
Развитие моторики и зрительного восприятия приводит к тому, что с 6 месяцев младенец способен определять размер предметов независимо от расстояния до них. С 6—7 месяцев младенцы активно размахивают предметами, трут их и бросают, что на данном этапе является основной формой изучения окружающего мира. Эти действия позволяют младенцу изучить такие свойства объектов, как характер поверхности и вес.
Согласно одному из экспериментов Клаеса вон Хофстена, уже c 6 месяцев младенцы способны предугадывать будущее положение объектов при линейном движении, но им крайне сложно определять положение, если траектория является нелинейной. В ходе эксперимента младенцу демонстрировалось линейное движение привлекательного объекта, который ненадолго скрывался за небольшим экраном прямоугольной формы, а следом появлялся на другом конце экрана. После нескольких демонстраций, при исчезновении объекта, ребёнок уже смотрел на ту границу экрана, из-за которой должен был появиться объект. Если после шести демонстраций направление менялось, то младенец успешно справлялся с определением будущего положения объекта.
В положении сидя с поддержкой у малыша освобождаются руки, что позволяет ему дотягиваться до предметов, хватать их и изучать. Ребёнок будет изучать предметы, рассматривая их, и тянуть себе в рот, предпочитая всё новое. Подобный способ обучения будет длиться до 12 месяцев.

#### Семь месяцев
Начиная с 7 месяцев младенцы способны различать расстояние до объектов. Эта способность была выяснена К. Грандуром в ходе его экспериментов по восприятию размеров объектов. Младенцам предлагались две игрушки разного размера. После 5 минут игры с игрушками детям демонстрировались те же игрушки, но одинакового размера и с одинакового расстояния. Оказалось, что дети тянулись к той игрушке, которая изначально была меньше по размеру (то есть визуально казалась ближе, чем другая игрушка).

#### Восемь месяцев
С 8 месяцев происходит активное развитие интеллекта у младенца. Согласно выводам Жана Пиаже, на этом этапе жизни у младенца развивается практический интеллект: он знает о постоянном существовании объектов и способен искать их, даже если их нет в поле зрения.
Громкость звуков, на которые способен реагировать младенец в 8 месяцев, — приблизительно 30 децибел.

#### Десять месяцев
В 10 месяцев младенец способен самостоятельно переходить в сидячее положение, что позволяет ему лучше изучать предметы руками: в изучении предметов используются обе руки (одна фиксирует предмет, а вторая изучает его).

#### Двенадцать месяцев
С 12 месяцев дети начинают экспериментировать с объектами и собственными действиями над ними. Они уже не просто пытаются повторить те или иные действия, либо воспроизвести полученный ранее эффект, но и выясняют взаимоотношения между объектами, действиями и эффектами.
Двенадцатимесячные дети уже имеют представление о целях тех или иных действий. Например, согласно экспериментам, проведённым Дьёрдь Гергеем и его коллегами, ребёнок способен предсказать, что серый мячик, движущийся по прямой линии в сторону барьера, должен его перепрыгнуть. Если же мячик будет перепрыгивать невидимый барьер, то это вызовет у ребёнка удивление.
Дети начинают активно использовать указательный жест для обращения внимания взрослого к объектам и к реакции малыша на них (совместное внимание). Согласно исследованиям Ульфа Лицковски и его коллег ребёнок чаще смотрел на объекты, если взрослый обращал внимание не только на объект внимания ребёнка, но и на его лицо, эмоционально комментируя объект.
С этого периода начинается активное развитие речи, но пока ещё ребёнок знает и понимает гораздо больше, чем может выразить словами.
Годовалые дети обычно уже умеют уверенно ходить без поддержки.

## Анатомо-физиологические особенности
Дети грудного возраста имеют нежную, легко ранимую кожу, недоразвитые выводные протоки потовых желез. Потоотделение за первый год жизни удваивается, но часто имеет неадекватный характер (может увеличиться при похолодании). Апокринные потовые железы не функционируют. Рост волос в этом возрасте замедлен, за первый год жизни их толщина увеличивается в среднем с 0,06 мм до 0,08 мм.
В этом возрасте интенсивно нарастает как масса подкожной клетчатки, так и количество жировых клеток. Грудные дети имеют большее чем взрослые, отношение массы подкожной ткани к массе тела. При рождении содержание жира в подкожной ткани 35,5 %, за год оно увеличивается до 56 %.
Костная ткань младенцев содержит меньше, чем у взрослых, минеральных веществ. Более толстая, чем у взрослых, надкостница участвует в образовании новой костной ткани. Постепенно появляются точки окостенения, в скелете накапливаются соли кальция, кости твердеют. За время первого года жизни содержание кальция в костях становится больше в среднем в 3,5 раза (с 28 до 100 г). Появляются физиологические изгибы позвоночника. Швы между костями черепа, имеющиеся у новорождённого ребёнка, к 3—4 месяцам уплотняются, малый родничок закрывается к 4—8-й неделе; большой родничок — к концу первого года жизни. Форма грудной клетки бочкообразная, имеет горизонтальное расположение рёбер.
Мышечная система развита слабо, отношение массы мышц к массе тела заметно меньше, чем у взрослого человека. Мышцы, особенно сгибатели, у новорождённых имеют повышенный тонус, который у рук нормализуется к 2—2,5 месяцам, у ног к 3—4 месяцам, при этом исчезает обычно согнутое состояние конечностей.
Уже сформированные бронхи имеют узкий просвет, их мышечные и эластические волокна развиты слабо. Недостаточное развитие имеет эластическая ткань лёгких. В течение первого года жизни растёт количество альвеол, соответственно дыхательная поверхность лёгких увеличивается на первом году жизни в 4 раза, а минутный объём дыхания — с 635 до 2200 см3. Частота дыхания постепенно становится реже. У нормальных грудных детей на одно дыхание приходится примерно 3 удара сердца. Сердце к 8 месяцам увеличивает свою массу в 2 раза, в основном за счёт утолщения миокарда. Пульс постепенно становится реже: в годовалом возрасте его частота не превышает 120 ударов в минуту. Мочевыделительная система ребёнка развивается, растёт масса и улучшается структура почек, увеличивается объём и эластичность мочевого пузыря, к концу первого года число мочеиспусканий уменьшается до 15—16 раз в сутки.

## Галерея
- Азиатский ребёнок
- Африканский ребёнок
- Африканский ребёнок родился от двух африканских родителей, с необычно светлой кожей.
- Индийский ребёнок